# میدان ۱۵ خرداد (مشهد)
میدان ۱۵ خرداد، با نامهای پیشین میدان اردیبهشت و یادبود، و مشهور به «فلکه ضد»، یکی از میدان‌های شهر مشهد بود.

## پیدایش
احداث «خیابان تهران» از سال ۱۳۰۹ شروع شد و در سال ۱۳۱۱ شمسی گشایش یافت. این خیابان در ابتدا به میدانی با نام «فردوسی» رسید و پس از آن، با گذر از خیابان «دبیرستان فردوسی» (دانش)، به میدان دیگری به نام «گل ختمی» رسید. با ادامه یافتن این خیابان به سمت زمین‌های «لشکر نوین خراسان»، این میدان در تلاقی گاه خیابان تهران با خیابان «فرودگاه-سردادور» ایجاد شد.
و از آنجا که جهت پوشش امنیتی و پدافندی پایگاه نیروی هوایی و پادگان لشکر، تجهیزات پدافند ضدهوایی در این محل نصب شده بود، به میدان ضد معروف گردید.
پس از انقلاب، میدان فردوسی به بیت‌المقدس، میدان گل ختمی به بسیج، میدان اردیبهشت/یادبود به ۱۵ خرداد، و خیابان تهران به امام رضا، تغییرنام یافت.

## المان‌های میدان

همزمان با پنجاهمین سال تأسیس سلسله پهلوی و همزمان با عملیات کمربند سبز پیرامون حرم علی بن موسی رضا و پاکسازی میدان از حجره‌ها و مغازه‌های کِسبی، المان میدان اردیبهشت بنا گردید. طراح این المان، داریوش بوربور، آرشیتکت، شهرساز، طراح، مجسمه‌ساز، نقاش، پژوهشگر و نویسنده ایرانی بود.
این المان از پنج ستون، که نماد ۵۰ سال حکومت پهلوی و پنج دهه رشد کشور بود (هر ستون نشان از یک دهه حکومت و ترقی داشت) تشکیل شده بود.
در ابتدا قرار بود این المان در خیابان پهلوی و در میدان عدل پهلوی (عدل خمینی فعلی) نصب گردد. اما به واسطه قرارگیری میدان «ضد» در تلاقیگاه دو خیابان منتهی به حرم و فرودگاه، اِلمان به این میدان، شیفت داده شد.
المان میدان اردیبهشت به همراه المان میدان آریامهر (فلکه پارک) و المان تاج نادر (میدان راه‌آهن)، سه‌گانه المانهای هم فرم دهه پنجاه مشهد را تشکیل می‌دادند که بعدها، سرمشق میدان‌ها سایر شهرهای ایران شد.

المانهای سه‌گانه دهه پنجاه مشهد

در بهمن ماه ۱۳۸۵، سید هاشم بنی‌هاشمی چهارم (شهردار وقت مشهد) با استناد به مصوبه شورای اسلامی دوم شهر مشهد، المان میدان ضد را تخریب کرد.
در دوره مدیریت محمد پژمان، تندیسی از شکارچی زانوزده‌ای در برابر آرامگاه علی بن موسی الرضا، در این میدان جایگذاری گردید؛ که آن هم در سالهای بعد برچیده شد.